# Нові Кошари
Но́ві Коша́ри — село в Україні, у Люблинецькій селищній  громаді Ковельського району Волинської області. Населення становить 116 осіб.

## Історія
Одним із найдавніших населених пунктів, про яке згадується в письмових джерелах Волинської землі є місто Кошер. У 1366 році в договорі між князем Любартом і королем Казимиром згадується поліське місто Кошер, залишком якого є городище Замчисько в с. Нові Кошари. Науковці припускають, що місто мало оборонний характер. Згідно з договором 1366 року за Польським королівством закріплювалися землі Володимирського князівства у складі якого перебувало і місто Кошер. Порівняння літописних і археологічних джерел дозволило визначити становлення міста Кошер. Воно датується кінцем ХІІІ — першою половиною XIV ст.

## Населення
Згідно з переписом УРСР 1989 року чисельність наявного населення села становила 169 осіб, з яких 78 чоловіків та 91 жінка.
За переписом населення України 2001 року в селі мешкало 157 осіб. 100 % населення вказало своєю рідною мовою українську мову.